# Antonio Martínez Torrejón
Antonio Martínez Torrejón   (València, 1859 - Alacant, 1936) va ser un advocat i polític valencià de tendència liberal-conservadora. Durant 40 anys, va tenir un paper central al Col·legi d'Advocats d'Alacant, on va exercir com a degà entre 1925 i 1935. Va presidir el Tribunal Tutelar de Menors d'Alacant i la Creu Roja Espanyola a la mateixa ciutat i va ser guardonat amb la Creu de 2a classe de l'Orde Civil de la Beneficència. Martínez Torrejón va ser soci fundador i president del Reial Club de Regates d'Alacant, copropietari del diari "La Opinión" i president de l'extinta Associació Radio Alacant.

## Biografia
Fill del magistrat Joaquín Martínez i López de Ayala, va estudiar a la Universitat de València on es va llicenciar en totes dues Drets (1876-82) i va vindre a Alacant, on es trobava part important de la seua família, per a ocupar una plaça de jutge municipal (figura ja desapareguda) ho va exercir fins 1885, l'any de l'epidemia de còlera en la qual va morir la seua germana major M.ª Teresa, casada amb l‘advocat Emilio Senante Llaudes i va fer-se soci de la recentment fundada Creu Roja Espanyola alacantina (que va presidir després de Modesto Miralles de Imperial des de 1885). Es va casar amb Juana Leach Laussat la tercera filla del comerciant d'ultramar i alcalde d'Alacant durant la Primera República Espanyola, Juan Leach Giró, neboda del diputat Enrique Bushell y Laussat i reneboda del també diputat Leopoldo Laussat Christiernin. Va exercir com a lletrat membre del Col·legi d'Advocats d'Alacant i va alcanzar notorietat en la ciutat; era pròxim al Partit Moderat, va començar la seua carrera política en les files del Partit Liberal Conservador d'Antonio Cánovas del Castillo. En eixos anys acudia a la tertúlia de l'acabalat José Sánchez Manzanera nomenada Societat Literària d'Alacant a la que pertenyíen molts membres de la Reial Societat Econòmica d'Amics del País alacantina com Rodolfo P. Dahlander, l'advocat Rafael Beltrán Ausó, Miguel Llorente Marbeuf, l'advocat José García i Soler degà del Col·legi (1890-1910), el senador Alejandro Harmsen García, el diputat provincial Rafael Campos Vasallo del Partit Constitucional... i acompanyant al també periodista, poeta i catedràtic Blas de Loma Corradi, membres del claustre de l'Escola de Comerç i de l'Institut de Secundària.
Martínez Torrejón va començar com a regidor en 1889 i fou tinent d'alcalde del llegendari Manuel Gómiz y Orts, fins al final del seu mandat que va estar marcat en clau interna per l'enfrontament amb el cap dels conservadors en Alacant, el marquès José de Rojas Galiano. Junt amb Rafael Viravens Pastor i Manuel Antón Ferrandiz van liderar l'oposició al VIII marquès del Bosc cap de la facció dels hereus de l'absolutisme per llinatge o per oportunitat. Junts li van guanyar alguns dols com l'elecció de Arturo de Pardo Inchausti como diputat en 1894 pero no fou habitual. Era secretari del Col·legi d'Advocats quan va regressar a l'Ajuntament d'Alacant en 1895 que va estar presidit per Alfonso de Sandoval y Bassecourt, membre del sector extrem dels conservadors hereu de l'absolutisme. A l'any seguent Martínez Torrejón va presidir el Cercle silvelista i va usar el seu diari per a donar suport la causa de Francisco Silvela, com va fer Gómiz. A partir de 1899 va presidir a Alacant als liberal-conservadors, denominat en aquesta nova etapa Unión Conservadora pel lideratge de Silvela, però este projecte també fracassaria a Alacant entre altres motius perquè José de Rojas, el marqués-cacic, sorprenentment es va adscriure al grup. Ell mai va abandonar el seu treball com a periodista i en eixa època de “Silvelismo” va accedir a la redacció del diari nomenat «El Eco de la Provincia». També va col·laborar en el «Diario de Alicante» i en el «Butlletí del Cercle Liberal-Conservador»; més tard ho faria en «La Correspondencia de Alicante», dirigida aleshores pel jurista Alfredo Pérez Chàpuli.
Al començament de l'any 1900 va fer costat a la proposta de Miguel de Elizaicin y España de la conveniència de crear un museu arquològic alacantí i va formar part de la ‘Junta local de Propaganda' que va ser creada a aquest efecte. A més, Martínez Torrejón va proposar al final del mateix any com a regidor de l'Ajuntament d'Alacant que per a l'entrada del segle XX, es disposessin festivitats civils i religioses. Va advocar per portar a la ciutat la relíquia de la Santa Faç d'Alacant, per a la qual cosa s'hauria de procurar un acord amb el capitol col·legial de la hui Cocatedral de Sant Nicolau de Bari. Pel que fa a les celebracions civils semblava oportú que a les dotze de la nit del dia 31 sonés la música. A més, va recomanar accions solidares: dinars extraordinaris per als pobres dels asils i els presos. I no va oblidar Martínez Torrejón als empleats municipals ja que va demanar que a la plantilla, com a reconeixement als seus bons serveis, se li donés una gratificació que podia consistir en la tercera part del sou als que cobressin més de dues mil cinc-centes pessetes anuals, i la meitat, als que cobressin menys, donant-se també la paga mensual sense descompte a tots els altres que cobrin de l'Ajuntament. La corporació municipal va acordar la proposta i Sandoval no va tindre més remei que signar, van ser comissionats per al trasllat els regidors: José Martínez Oriola, Fco. Pérez García, Francisco Orts, Enrique Fdez. Grau, Ricardo Guillén Pedemonti, Juan Rubert Orts, José Poveda Vilanova i Juan Palazón Belda.
Novament ells liberal-conservadors van iniciar una de las seuas crisis, perquè l‘ilicità Alberto Ganga y Bru ex president de la Diputació d'Alacant com a líder del sector de Antoni Maura i Montaner a Alacant, arrossegaven els seus juntament amb els contraris al marqués-cacic, tots ells abandonant el corrent Silvelista per assistir, a principis de 1904, a un banquet per exaltar a Maura organitzat per Juan Poveda García i el mateix A. Ganga, en un magatzem al nou i pròsper barri de Benalua. En què, com no podia ser d'una altra manera, va intervenir Martínez Torrejón, aleshores regidor per llista independent, que a l'inici d'un nou període marcat per l'abandonament del marqués-cacic l'any 1906, va demanar a les diferents famílies liberal-conservadores que s'unís sobre bases comunes com es feia. a tota Espanya. No tots van acudir a les anomenades a la unitat perquè alguns van acabar anant-se als Partit Liberal Fusionista de José Canalejas y Méndez i altres al Tradicionalisme com el seu nebot Manuel Senante y Martínez. Va repetir en les Eleccions municipals espanyoles de 1909, axí com en el càrrec de secretari del Col·legi d'Advocats d'Alacant amb el liberal Rafael Beltrán nou degà i després, en 1911, fou diputat provincial pel districte d'Elx-Alacant.
Mentre, presidia la Creu Roja local i quan es va produir el dantesc accident de la locomotora descarrilada a l'Estació de Trens d'Alacant (1912) va acudir amb els portalliteres de la Creu Roja a socorrir ferits i a ajudar al metge de la Beneficència municipal Pascual Pérez i Martínez amb qui va obrir un any després un dispensari médic de la Creu Roja el 2 de febrer de 1913 al n.º 44 del alacantí carrer de Castaños; Martínez Torrejón va rebre la ‘Gran Placa del Mèrit' de la Creu Roja Espanyola (vigent 1899-1931) en el seu banquet de comiat de la presidència. Ja en 1914 va presidir el comitè Maurista, amb l'arquitecte navarrès Juan V. Santafé de vicepresident 1º i el català Luis Badías de segón, integrat per destacats alacantins com el comerciant Antonio Visconti Morata, el metge Luis Mauricio Chorro, l'industrial crevillentí Salvador Magro, l'hisendat Ricardo Pascual del Pobil y Chicheri o el seu cunyat catedràtic Jose M.ª Senante; en comú teníen tots que eren crítics amb el rumb pres per la presidència liberal-conservadora de Salvador Canals Vilaró. Ja mort el “petit cacic” Sandoval, Martínez Torrejón mentre dirigía el diari «La Lealtad» va intentar l'assalt a un escó al Congrés dels Diputats però en las Eleccions generals espanyoles de 1916 celebrades el 9 de abril va fracassar i va presentar la seua dimissió. Ell va proposar per a la presidència del Cercle maurista al Dr. Gabriel Montesinos y Donday, qui li va organitzar un nodrit homenatge amb l'assistència del dofí Miguel Maura Gamazo al balneari «Diana» localitzat a la platja del Postiguet aconseguint minvar les files de Canals amb el comerciant Manuel Curt Amérigo, l'advocat Elier Manero Pineda, el metge Agustí Sánchez San Julián, el comerciant barceloní Juan Grau Villalta etc.
Dos anys després, ben entrat el 1918, Martínez Torrejón es va unir al grup regionalista de Francesc Cambó i Batlle encapçalat a Alacant per Federico Soto Mollá, amb l'industrial manxec Heliodoro Madrona Pujalte, el navarrès José V. Santafé i Antonio Muñoz, amb el consegüent enuig de Miguel Maura. I varen crear un periòdic cridat, com no, «La Región» a finals de 1918 recolzant el Projecte de Mancomunitat Valenciana (un antecedent de l'actual Comunitat Valenciana). Passats dos anys i amb l'andalús Cristóbal Romeu Zarandieta de president de la Cambra de comerç va anar vocal en el seu primer mandat i en un altre cicle de la permanent crisis dels liberal-conservadors, es va unir al sector de Juan de la Cierva y Peñafiel cridats Ciervistas, conseguint novament aglutinar diferents faccions amb José Antonio Canals Álvarez que li acompanye junt al jove advocat Manuel Pérez Mirete i de personalitats de distints municipis de la província d'Alacant com Andrés Tarí, Manuel Domínguez, Juan Pastor, Rafael Corbí, Joaquín Coronel…
En 1925 Martínez Torrejón, que ja ocupava el lloc de magistrat suplent, va ser triat degà del Col·legi d'Advocats d'Alacant, successor de Rafael Beltrán Ausó (1910-25) que havia mort mesos abans, amb el liberal Federico Clemente com a secretari i Ramón Campos Puig de segòn sota el seu mandat, que va durar deu anys. Es va continuar la labor d'integració de la institució en la societat alacantína de llavors i com a detalls es va acordar d'una banda que la patrona del Col·legi fora la ‘Immaculada Concepció', com es feia a la Reial Acadèmia de Jurisprudència i Legislació, i d'un altre va establir el “Dia de l'Advocat” en el calendari anual oficial per a poder fer celebracions laiques també.
Per aquesta època fou secretari del consell de la mercantil ‘Editorial Alacantina', que era la que editaria «La Voz de Levante», i al qual pertanyien el banquer Alfredo Salvetti Laussat, el Dr. Gabriel Montesinos, el transitari de bucs Alfredo Lamaignére i Pascual Mas i Mas a la presidència. Amb el nou escenari que començava, en 1926 es va integrar en la Unión Patriótica que llavors liderava en Alacant Pascual Mas i que en 1929 ell mateix presidiria. A més del seu cunyat Federico Leach Laussat, en aquesta formació es trobaven Ambrosio Luciáñez Riesco, Fco. Gaztambide, Haroldo Parres, José Mª Olmos, Gonzalo Faus, Tomás Arquès etc. Va ser elegit president del Reial Club de Regates d'Alacant (1926 a 1930), societat esportiva a la qual pertanyia des de la seua fundació al segle XIX i en la qual va sufragar un trofeu per a regates de rem amb el seu nom des de l'època en què era vicepresident, tal com faria en l'extint ‘Reial Club de Tir de Colom d'Alacant' una dècada després. L'any 1928 en el que es van celebrar les primeres Fogueres de Sant Joan organitzades, fou homenatjat per la foguera de la Plaça de Isabel II (plaça Gabriel Miró hui dia) que estava presidida per Pérez Mirete.
A petició d'un grup de joves advocats al seu degà -era l'any 1929- es van haver de dur a terme dures negociacions amb el president Audiència Provincial d'Alacant perquè els advocats tinguessin accés, dins de la seu judicial, als seus clients i el 15 de novembre d'aquell mateix any va ser nomenat pel ministre de Justícia Galo Ponte y Escartín, president del ‘Tribunal Tutelar de Menors' d'Alacant juntament amb el Dr Gabriel Montesinos de vicepresident. I poc temps després, per iniciativa propia, Martínez Torrejón va aconseguir l'acord de la Junta del Col·legi i va crear un premi que guanyés el jove col·legiat que millor nota obtinuera en un examen “tipus oposició” de Lleis i Dret (un antecedent dels actuals exàmens de la professió); el premi de la qual seria el pagament de la carrera que va guanyar la primera vegada el futur degà Luis Berenguer Sos (1965- 72).
Amb la caiguda del Directori militar de Primo de Rivera van vindre les protestes dels liberals, amb el pegat de l'Unió Monàrquica Nacional molts van pensar que remeiaven alguna cosa amb el canvi a la Dictablanda del general Berenguer però després van arribar les Eleccions municipals espanyoles de 1931 que els va retornar a tots a la realitat en forma de Segona República Espanyola. En 1934, complint el seu 50ª. anniversari en l'exercici de l'Advocacia, va ser cofundador del partit Renovación Española i la seua primera Junta provincial oficial es va celebrar en el seu domicili particular en Castaños n.º 11 per deferència als seus anys de dedicació a la polìtica derechista, -l'oficiosa fou en Oriola- i en aquesta formació va ocupar una vicepresidència acompanyat de Rafael Alberola ex-jutge municipal, i amb José Jorro Miranda en la presidència.
Quan el país ja anava camí de la seua guerra més dolorosa Antonio Martínez Torrejón va morir, ja ancià, al gener de 1936 sense descendència.

### Obra
Va publicar “Poesías” (1884), llibre d'on exiría l'himne de la coronació de la Mare de Déu del Remei (Alacant) més d'un segle després i l'himne del “Cristo de la Pau” de Sant Joan d'Alacant compost de 228 pàgines fou publicat en «El Eco de la Provincia».